# Яблонський Андрій Якович
Андрій Якович Яблонський (Яблонскіс) (26 липня 1880, містечко Дурбен Лієпайського повіту Курляндської губернії, тепер місто Дурбе, Латвія — 28 березня 1951, місто Рига, тепер Латвія) — латвійський радянський державний і комуністичний діяч, народний комісар (міністр) юстиції Латвійської РСР, секретар ЦК КП(б) Латвії. Депутат Народного Сейму Латвії і Верховної Ради Латвійської РСР. Член Бюро ЦК КП(б) Латвії з жовтня по грудень 1940 року.

## Життєпис
Народився в родині слуг німецького барона в Дурбенській волості. У 1890 році родина переїхали до Лієпаї, де батько працював портовим робітником.
У десятирічному віці Андрій Яблонський почав пасти овець. З 1896 по 1899 рік — робітник на корковому заводі в Лієпаї. Потім працював листоношею. З 1899 року брав участь у діяльності Латвійської соціал-демократичної робітничої партії в Лієпаї.
У 1900 році був заарештований царською жандармерією за незаконне поширення першотравневих гасел, після звільнення з в'язниці був під поліцейським наглядом. Працював матросом на кораблях, вів нелегальну роботу серед моряків.
У 1904—1906 роках працював у підпільній друкарні в Лієпаї. Під час революції 1905 року у Латвії був одним із лідерів курземських бойовиків. У 1906 році за революційну діяльність був заарештований, наприкінці 1907 року вийшов з ув'язнення. У 1908 році емігрував до Німеччини.
У 1912 році закінчив Берлінський університет (Берлінський семінар наукового соціалізму). У січні 1914 року брав участь у 4-му з'їзді соціал-демократії Латвії у Брюсселі.
У 1914 році повернувся до Риги та був знову заарештований і засуджений до ув'язнення в фортеці. Перебував у в'язниці до 1916 року. У 1917—1920 роках жив у радянській Росії.
Член Комуністичної партії Латвії з 1920 року.
З 1921 по 1938 рік — секретар Ризької лікарняної каси. У 1924—1933 роках — голова Спілки латвійських лікарняних кас. Брав активну участь у робітничому русі Латвії. Один із засновників Незалежної соціалістичної партії Латвії в 1929 році.
У лютому 1939 року обраний членом ЦК нелегальної Комуністичної партії Латвії та членом редакційної колегії газети «Cīņa». У квітні 1940 року заарештований владою Латвійської республіки. Після окупації Латвії СРСР у червні 1940 року звільнений із в'язниці.
21 червня — жовтень 1940 року — 3-й секретар ЦК КП(б) Латвії.
З червня по вересень 1940 року — редактор центрального органу ЦК КП(б) Латвії газети «Cīņa».
Одночасно, з липня по серпень 1940 року — заступник міністра закордонних справ Латвійської РСР.
13 серпня 1940 — 12 березня 1951 року — народний комісар (з 1946 року — міністр) юстиції Латвійської РСР.
Помер 28 березня 1951 року після важкої тривалої хвороби в місті Ризі. Похований 31 березня 1951 року на цвинтарі Райніса в Ризі.

## Нагороди
- орден Вітчизняної війни І ст. (31.05.1946)
- два орден Трудового Червоного Прапора (20.07.1950)
- медалі
- Почесна грамота Президії Верховної ради Латвійської РСР (26.03.1949)